# الإضاءة العكسية

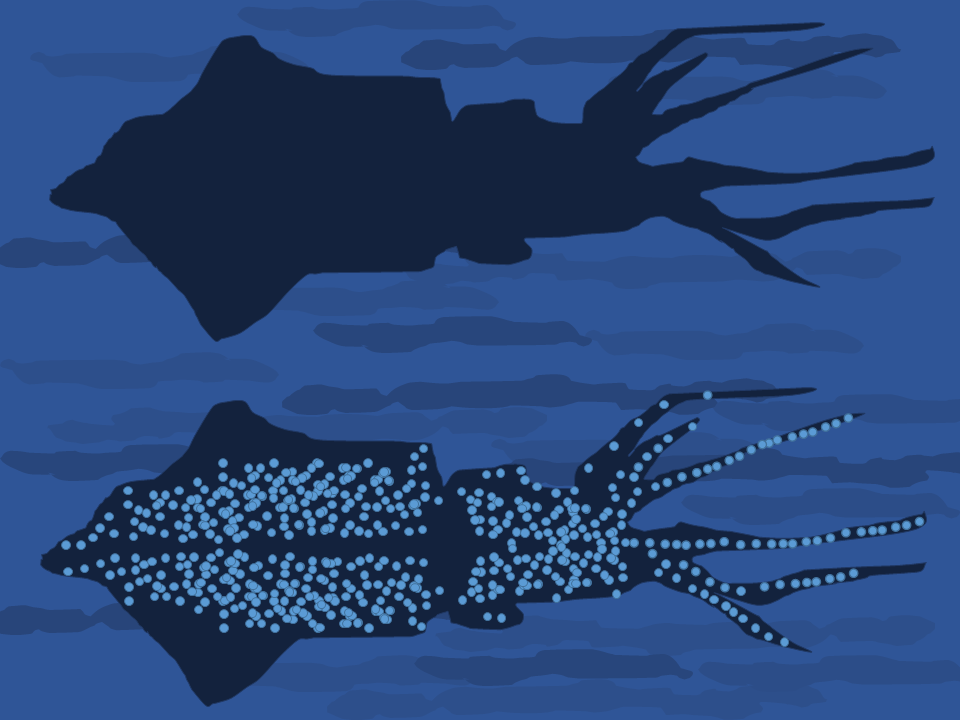

الإضاءة العكسية (بالإنجليزية: Counter-illumination)‏ هي طريقة تمويه في الحيوانات حيث تصدر ضوء لتُقابل وسط مضاء، مثل سطح المحيط أو السماء. تختلف هذه الطريقة عن الظل المعكوس والذي يستخدم التمويه اللوني فقط، مثلا دهان المركبات أو الميلانين في جلد الحيوان، لتلوين الشكل الخارجي وصنع الظلال. من خلال إضافة الكمية المناسبة من الضوء باستخدام الضيائية الحيوية أو المصابيح المتحكمة كهربائيا، تعطي الإضاءة العكسية تطابق كامل مع سطوح المحيط بالجسم، مما يجعله قادرا على التخفي بشكل أكثر فعالية من الظل المعكوس. بما أن الإضاءة العكسية توفر التحكم في شدة الإضاءة المولدة، يتعبر التمويه نشطا ويتغير بحسب ظروف الإضاءة وشكل المحيط.
الإضاءة العكسية هي أحد الطرق الشائعة بالتمويه للحيوانات البحرية، مع الشفافية والتمويه باللون الفضي. كل الطرق الثلاثة تجعل من الحيوانات في المياه المفتوحة مشابهة للبيئة المحيطة.

## التطبيقات العسكرية
استخدمت الإضاءة العكسية لأغراض عسكرية بشكل قليل جدا. التمويه الضوئي المنتشر، حيث يسلط الضوء على جانبي السفن لتُشابه الوهج الباهت للسماء في الليل، اختبرت هذه التقنية من قبل مجلس الأبحاث القومية الكندية خلال الحرب العالمية الثانية. طبقت الفكرة الكندية على الطائرة الأمريكية بي-24 ليبرتي وتي بي أم أفنجر في مشروع أضواء يهودي ، باستخدام مصابيح متحكمة أليا لتُقابل سطوح السماء.

## وصلات إضافية
- Scientific American: 10 Bioluminescent Creatures
- Science Magazine: Bioluminescence in Mesopelagic Squid
- Nova: Science Now: Glowing in the Dark (Squid Abralia veranyi belly lights)